# Hyaleucerea phaeosoma
Hyaleucerea phaeosoma är en fjärilsart som beskrevs av George Francis Hampson 1905. Hyaleucerea phaeosoma ingår i släktet Hyaleucerea och familjen björnspinnare. Inga underarter finns listade i Catalogue of Life.